# 何萬順
何萬順（英語：One-Soon Her，1956年—），台灣語言學家，夏威夷大學語言學博士畢業，曾任科技部語言學門召集人、政治大學語言學研究所所長，為《台灣語言學期刊》創刊主編，現任東海大學外國語文學系林南&蒲慕蓉講座教授、國立政治大學語言學研究所兼任講座教授。